# The Beauty of Gemina
The Beauty of Gemina – szwajcarski zespół grający elektroniczny/alternatywny rock założony przez Michaela Sele w 2006 roku.

## Historia
Geneza zespołu The Beauty of Gemina rozpoczyna się bezpośrednio po rozpadzie poprzedniej grupy Michaela Sele o nazwie Nuuk. Już debiutancki album Diary of a Lost odniósł duży sukces a pochodzący z niego utwór Suicide Landscape stał się numerem jeden na World Gothic Charts. Wideo do tego utworu zrealizowane na przełęczy San Bernardino było odtwarzane na kanale VIVA (MTV Europe) i wprowadzone przez Schweizer Fernsehen.
Wiosną 2008 roku zespół supportował The Smashing Pumpkins na Hallenstadion w Zurychu, a w maju tego samego roku wystąpił na Wave Gotik Treffen w Lipsku. Po kolejnym tournée tym razem z niemieckim zespołem ASP i kilku koncertach w Anglii, ukończone zostały prace nad kolejnym albumem A Stranger to Tears. Album ukazał się w Szwajcarii nakładem ich własnej wytwórni tBoG Music, natomiast w Austrii and Niemczech nakładem Danse Macabre Records, wytwórni prowadzonej przez Bruno Kramma z zespołu Das Ich. Wideo do piosenki This Time ponownie emitowane było przez VIVA Switzerland i Schweizer Fernsehen. Album ten osiągnął pozycję numer trzy na Deutsche Alternative Charts.
W latach 2011 i 2012 zespół występował w Hildesheim podczas M'era Luna Festiwal, a w latach 2010, 2013, 2018 podczas Castle Party w Bolkowie.

## Styl muzyczny

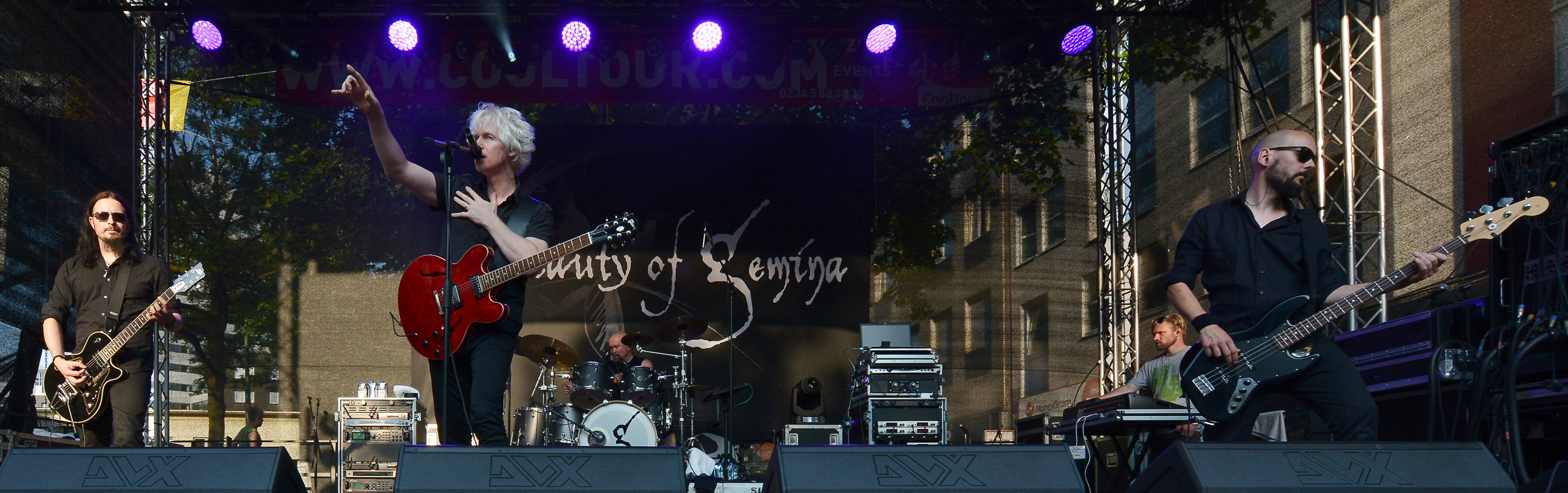
The Beauty Of Gemina podczas Bochum Total 2015

W swojej twórczości zespół łączy elementy między innymi rocka elektronicznego, rocka alternatywnego czy darkwave. W muzyce zespołu idzie znaleźć utwory, w których wplecione są elementy muzyki klasycznej, przykładowo możemy znaleźć fragment twórczości Mozarta w kompozycji Victims of Love pochodzącej z pierwszego albumu. Idzie także znaleźć wpływy muzyczne obejmują też techno/trance (Victims of Love, Shadow Dancer czy Galilee Song) oraz czysty gothic rock (gitara w This Time), a które można było dostrzec już w poprzednim zespole Michaela Sele Nuuk.
Od swojego trzeciego albumu At The End Of The Sea, The Beauty of Gemina dodaje więcej gitar na pierwszym planie, dodając dźwięki new wave i post-punk z lat '80 (np. Obscura, Rumours czy Narcotica) oraz riffy rocka alternatywnego lat '90 w takich utworach jak Black Cat Nights czy Counting Tears. Mimo to ich muzyka pozostaje fuzją rocka i elektronicznej muzyki tanecznej. Na przykład King's Men Come, Narcotica i La Mer – Rythme Eternel mają breakbeatowe⁣, a nawet trip hopowe rytmy, a z kolei In Silence typowy techno beat instrumentu perkusyjnego Roland TR-909.
W czasie wydania albumu Iscariot Blues nastąpiła pewna zmiana w stylu muzycznym, która była rozwijana na kolejnych albumach. Album ten zawierał zwiększoną zależność od gitary akustycznej i oszczędniejszą, lżejszą atmosferę. Utwory takie jak Stairs i Badlands łączyły w sobie elementy folku czy bluesa, a aranżacje Michaela Sele zaczęły dojrzewać. To zróżnicowane podejście zostało w pełni zrealizowane na Minor Sun z 2016 roku, który czerpał z każdego aspektu brzmienia zespołu. Wydany w 2018 roku Flying With the Owl odsunął zespół dalej od swoich korzeni w kierunku na wpół akustycznego terytorium.
Kolejny album zespołu, Skeleton Dreams, został wydany 4 września 2020 roku. Album spotkał się z pozytywnym przyjęciem i ponownie wprowadził więcej elektrycznych instrumentów, w znacznym stopniu nieobecnych na poprzednim wydawnictwie.

## Liryka
Teksty Michaela Sele lyrics poruszają takie kwestie jak samobójstwo, depresja, samotność i złamane serce. Jest też bardzo krytyczny wobec Kościoła Katolickiego, co szczególnie zaakcentował publikując utwory Victims of Love i Galilee Song jako darmowe downloady podczas Wielkanocy 2009 roku. Cechą charakterystyczną twórczości The Beauty of Gemina jest duża ilość powtórzeń tekstu w utworach. Piosenki w tradycyjnym stylu i chórki są rzadkością.

## Skład
- Wokal, instrumenty klawiszowe: Michael Sele
- Instrumenty perkusyjne: Mac Vinzens
- Gitara basowa: David Vetsch
- Gitara: Dennis Mungo

## Dyskografia

### Albumy
- Diary of a Lost (2006)
- A Stranger to Tears (2008)
- At the End of the Sea (2010)
- Iscariot Blues (2012)
- The Myrrh Sessions (2013)
- Ghost Prayers (2014)
- Minor Sun (2016)
- Flying with the Owl (2018)
- Skeleton Dreams (2020)

### DVD
- Pictures of a Lost (2006)

### Teledyski
- Suicide Landscape (2006)
- This Time (2008)
- Into Black (2008)
- Rumours (2010)
- Galilee Song (2010)
- Stairs (2012)